# Балдуїн II (граф Фландрії)
Балдуїн II Лисий (нім. Balduin II. (Flandern), фр. Baudouin II de Flandre; помер 10 вересня 918, похований в Сен-Бертіно, Гент) — граф Фландрський з 879 року. Старший син першого графа Фландрії Балдуїна I та його дружини Юдити Французької, дочки короля Західно-Франкської держави Карла II Лисого. Походив з Першого Фландрського дому.

## Біографія

### Правління
Балдуїн II успадкував Фландрське графство після смерті свого батька в 879 році. Ранні роки його правління були затьмарені частими вторгненнями вікінгів.
Скориставшись припиненням нападу норманів, Балдуїн II зайнявся розширенням меж свого графства на південь. Він активно втручався в міжусобиці, які відбувалися в Західно-Франкському королівстві після повалення імператора Заходу Карла III Товстого, балансуючи між Едом Нейстрійським і Карлом III Простуватим. При цьому Балдуїн був не дуже розбірливий у засобах: в тому числі, за його наказом був убитий граф Герберт I де Вермандуа, винний у загибелі Рауля, брата Балдуїна. У підсумку, Бодуен II зміг поширити свою владу на області Кортрейк, Турне, Артуа, Тернуа та Булоньі до кінця його правління Фландрія стала межувати з Вермандуа і Нормандією. Крім того, йому належала значна частина морського узбережжя між Звіном і Соммою.
Між 884 і 899 роками Балдуїн II одружився з англосаксонською принцесою Ельфтріт, донькою короля Вессекса Альфреда Великого, поклав початок зв'язкам між Фландрією та Англією.
У 899 році король Карл III передав архієпископу Реймса Фульку абатство Сен-Вааст в Аррасі, яке до цього перебувало під контролем Бодуена II. В результаті конфлікту між графом Фландрії і архієпископом Реймса 17 червня 900 року Фульк був убитий Вінемаром, одним з васалів Балдуїна II.
Балдуїн II помер в 918 році. Фландрське графство і всі основні володіння Балдуїна перейшли до його старшого сина Арнульфа I, а Булонське графство стало володінням його молодшого сина Адалульфа, чиї нащадки були васалами графів Фландрії.

## Родина
Дружина — Ельфтріт (бл. 877—7 червня 929), донька Альфреда Великого.
Діти:
- Арнульф I (не раніш ніж 884[7]—27 березня 965) — граф Фландрії з 918
- Адалульф (не раніш ніж 890[7]—13 листопада 933) — граф Булоні з 918
- Елсвід
- Ерментруда
- NN[8]